# 近鉄400系電車
近鉄400系電車（きんてつ400けいでんしゃ）とは、近畿日本鉄道が過去に保有していた通勤形電車の一系列である。
なお、本項では本系列と関連性の深い近鉄600系電車（初代）についても記述する。
解説の便宜上、本項では400系がモ400形の車両番号+F（Formation=編成の略）を編成名として記述する（例：モ401以下2両編成=401F）。600系においては、モ600形の車両番号+Fを編成名として記述する（例：モ601以下4両編成=601F）

## 概要
1969年に実施された奈良・橿原・京都各線の架線電圧昇圧工事では、在来車に対する昇圧改造工事あるいは新車への置き換えが必要となった。だが、翌年の大阪万博開催を控え、この昇圧工事以外にも難波線開業など、様々な設備投資を行い巨額の資金を必要としていた当時の近鉄においては、この昇圧工事で必要となる車両の全てを一気に新造して揃えることは予算上不可能であり、また橿原線の車両限界拡大工事の遅れから、15m級小断面車体を備える吊り掛け駆動の旧型車の一部についても従来の車体を流用の上で昇圧工事を実施する必要が生じた。
そこで、それらの15m級小断面車体を備える在来車のうち、経年が浅く主電動機の昇圧改造が可能な車両を選出し、昇圧対応車とする工事が実施された。この際、運用上の要請から本線系統で使用される4両編成と、支線区用の2両編成の2グループに分けられたが、電装品の仕様が異なっていたことから形式も区分され、前車は京都方より、モ600形-モ650形-ク500形+ク550形の4形式による600系、後車は同じく京都方よりク300形-モ400形の2形式による400系と称されることとなった。

## 種車
大阪電気軌道（大軌）時代から使用されていた初代モ400形・モ660形、奈良・橿原・京都各線の主力車・初代600系（モ600形・ク500形・サ550形）、あるいは奈良電気鉄道（奈良電）からの編入車両モ455形・ク355形・モ670形・初代ク570形・初代ク590形・ク595形を改造の上で利用した。
このため、種車の構造や窓配置がそのまま継承されており、2扉と3扉、半鋼製リベット組み立て車体とノーシル・ノーヘッダータイプの平滑な全金属製車体が同一形式で混在するという状況であり、この昇圧工事が員数合わせのための苦肉の策であることを物語っていた。

各編成の来歴は以下の通りである。なお、本項目の大軌由来の車両については1950年の改番の際に同番号の車両を除き、1942年の称号改正（デボ→モ・クボ→ク・サボ→サ）を省略して記載している。

### 400系
- 401F（モ401-ク301）

デボ607→モ607（初代）→モ401（3代）
クハボ701→ク571（初代）→ク301
- 402F（モ402-ク302）

デボ613→モ613（初代）→モ402（2代）
クハボ702→ク572（初代）→ク302
- 403F（モ403-ク303）

デハボ1102→モ671（初代）→モ403（2代）
クハボ703→ク573（初代）→ク303
- 404F（モ404-ク304）

デハボ1103→モ672（初代）→モ404（2代）
デハボ1101→クハボ704→ク574→ク304
- 405F（モ405-ク305）

モ641→モ405（2代）
クハボ651→ク591→ク305
- 406F（モ406-ク306）

モ650→モ406（2代）
クハボ652→ク592→ク306
- 407F（モ407-ク307）

モ661（初代）→モ651（2代）→モ407（2代）
クハボ653→ク593→ク307
- 408F（モ408-ク308）

モ663（初代）→モ653（2代）→モ408（2代）
クハボ601→ク583→ク595→ク308
- 409F（モ409-ク309）

デハボ1301→モ455（2代）→モ409
デハボ1302→モ456→ク355→ク309
- 410F（モ410-ク310）

モ652（初代）→モ452（初代）→モ662（2代）→モ410（2代）
デボ302→モ402（初代）→ク310
- 411F（モ411-ク311）

モ653（初代）→モ453→モ663（2代）→モ411（2代）
デボ310→モ408（初代）→ク311

### 600系
- 601F（モ601-モ651-ク501-ク551）

デボ601→モ602（2代）→モ601（3代）
サボ500→サ501→モ651（3代）
デボ603→モ603（初代）→ク501（2代）
デボ600→モ601（2代）→ク551（2代)
- 602F（モ602-モ652-ク502-ク552）

デボ604→モ604（初代）→モ602（3代）
クボ502→ク502（初代）→サ502→モ652（3代）
デボ605→モ605（初代）→ク502（2代）
モ617（初代）→ク552（2代）
- 603F（モ603-モ653-ク503-ク553）

デボ606→モ606（初代）→モ603（2代）
クボ503→ク503（初代）→サ503→モ653（3代）
デボ602→モ608（2代）→ク503（2代）
モ619（初代）→ク553（2代）
- 604F（モ604-モ654-ク504-ク554）

モ612（初代）→モ604（2代）
クボ501→ク504（2代）→サ504→モ654（3代）
モ623（初代）→ク521（初代）→ク504（3代）
モ637→ク554（3代）
- 605F（モ605-モ655-ク505-ク555）

モ614（初代）→モ605（2代）
ク505（初代）→サ505→モ655（3代）
モ609（初代）→ク505（2代）
デボ304→モ404（初代）→ク555（3代）
- 606F（モ606-モ656-ク506-ク556）

モ616（初代）→モ606（2代）
ク508（初代）→サ508→モ656（2代）
モ618（初代）→ク506（2代）
デボ307→モ405（初代）→ク556（2代）
- 607F（モ607-モ657-ク507-ク557）

モ622（初代）→モ607（2代）
ク511（初代）→サ511→モ657（2代）
モ628（初代）→モ645（2代）→ク507（2代）
デボ308→モ406（初代）→ク557（3代）
- 608F（モ608-モ658-ク508-ク558）

モ624→モ608（3代）
ク513（初代）→サ513→モ658（2代）
モ625→ク522（初代）→ク508（2代）
デボ104→モ412→ク558（2代）
- 609F（モ609-モ659-ク509-ク559）

モ626→モ609（2代）
ク550→ク554（2代）→サ554→モ659
モ611（初代）→ク509（2代）
デボ108→モ415→ク559（2代）
- 610F（モ610-モ660-ク510-ク560）

モ608（初代）→モ628（2代）→モ610（2代）
ク557（初代）→ク555（2代）→サ555→モ660
モ621（初代）→ク510（2代）
デボ208→モ417→ク560
- 611F（モ611-モ661-ク511-ク561）

モ645（初代）→モ648（2代）→モ611（2代）
ク556（初代）→サ556→モ661（2代）
モ629→ク511（2代）
デボ209→モ418→ク561
- 612F（モ612-モ662-ク512-ク562）

モ649→モ612（2代）
ク555（初代）→ク557（2代）→サ557→モ662（3代）
モ640→ク512（2代）
デボ210→モ419→ク562
- 613F（モ613-モ663-ク513-ク563）

モ662（初代）→モ652（2代）→モ613（2代）
ク558（初代）→サ558→モ663（3代）
モ643→ク513（2代）
モ639→ク563
- 614F（モ614-モ664-ク514-ク564）

モ664（初代）→モ654（2代）→モ614（2代）
ク554（初代）→ク559（初代）→サ559→モ664（3代）
モ665（初代）→モ655（2代）→ク514（2代）
デボ107→モ414→ク564
- 615F（モ615-モ665-ク515-ク565）

モ656（初代）→モ615（2代）
ク512（初代）→サ512→モ665（3代）
モ657（初代）→ク515
デボ301→モ401（2代）→ク565
- 616F（モ616-モ666-ク516-ク566）

モ648（初代）→モ658（初代）→モ616（2代）
ク552（初代）→サ552→モ666
モ651（初代）→モ451→モ661（初代）→ク516
デボ211→モ420→ク566
- 617F（モ617-モ667-ク517-ク567）

モ646→モ617（2代）
ク507（初代）→サ507→モ667
モ638→ク517
デボ212→モ421→ク567
- 618F（モ618-モ668-ク518-ク568）

モ647→モ618（2代）
ク506（初代）→サ506→モ668
モ654（初代）→モ454→モ664（2代）→ク518
デボ213→モ422→ク568
- 619F（モ619-モ669-ク519-ク569）

モ632→モ619（2代）
ク509（初代）→サ509→モ669
モ631→ク523（初代）→ク519
デボ214→モ423→ク569
- 620F（モ620-モ670-ク520-ク570）

モ634→モ620（2代）
ク510（初代）→サ510→モ670
モ633→ク524→ク520
デボ215→モ424→ク570
- 621F（モ621-モ671-ク521-ク571）

モ636→モ621（2代）
ク504（初代）→ク514（初代）→サ514→モ671（2代）
モ627→ク521（2代）
モ630→ク571（2代）
- 622F（モ622-モ672-ク522-ク572）

モ642→モ622（2代）
ク551（初代）→サ551→モ672（2代）
モ610（初代）→ク522（2代）
モ615（初代）→ク572（初代）
- 623F（モ623-モ673-ク523-ク573）

モ644→モ623（2代）
ク553（初代）→サ553→モ673
モ620（初代）→ク523（2代）
モ635→ク573（2代）

モ400（初代）：15m級半鋼製・非貫通3枚窓・2扉（420-424由来の車両に限り、貫通3枚窓・3扉）

モ600&サ500&モ660：15m級半鋼製・貫通または非貫通3枚窓・2扉

デハボ1100&クハボ700：15m級半鋼製・貫通3枚窓・2扉

クハボ600：18m級半鋼製・貫通3枚窓・2扉

クハボ650：17m級半鋼製・非貫通3枚窓・3扉

デハボ1300：16m級全金属製・非貫通2枚窓流線型・2扉

## 主要機器
台車は従来のものが流用されており、住友金属工業KS-66L、KS-33Lなど、いずれもボールドウィン系の釣り合い梁式台車となっていた。
主電動機も在来品を改造の上で流用しており、大半は旧600系に由来する三菱電機MB-213AFを装架した。
これに対し、制御器は従来の三菱電機HLFと東洋電機製造TDK-ES155Aがいずれも昇圧に対応できないため、三菱電機AB制御器を新製して編成の組み替えを含む大改造工事を実施し、昇圧に対応した。
ブレーキはA動作弁使用のA自動空気ブレーキが昇圧後も引き続き使用された。

## 運用
400系では1974年春頃は大和西大寺駅-西田原本駅（実質は新王寺駅までの運用であった）の普通運用が入出庫の関係も含みで上下2本ずつ設定され、2+2連の運用もあった。橿原線普通の補完として上りは結構乗車率が高い運用もあったが、下り2本はあまりに加減速度が低いため後から来る列車の運用を阻害する事例（特に夕方の下り）が続発し、この対策として次の1974年9月のダイヤ変更からは回送運転に変更して、設定は消滅した。
600系は23編成・400系は11編成が改造されたが、大型車の投入や橿原線の車両限界拡大工事により、409Fを除き1977年までに廃車された。残った409Fは820系などと混用された関係で、運用上生駒線に主に使われていた（逆に先行して廃車となった編成と409Fとの連結4連運転は見られなかった）。大和西大寺駅では出庫時の送り込みの運用がよく見られた。

## 409Fについて

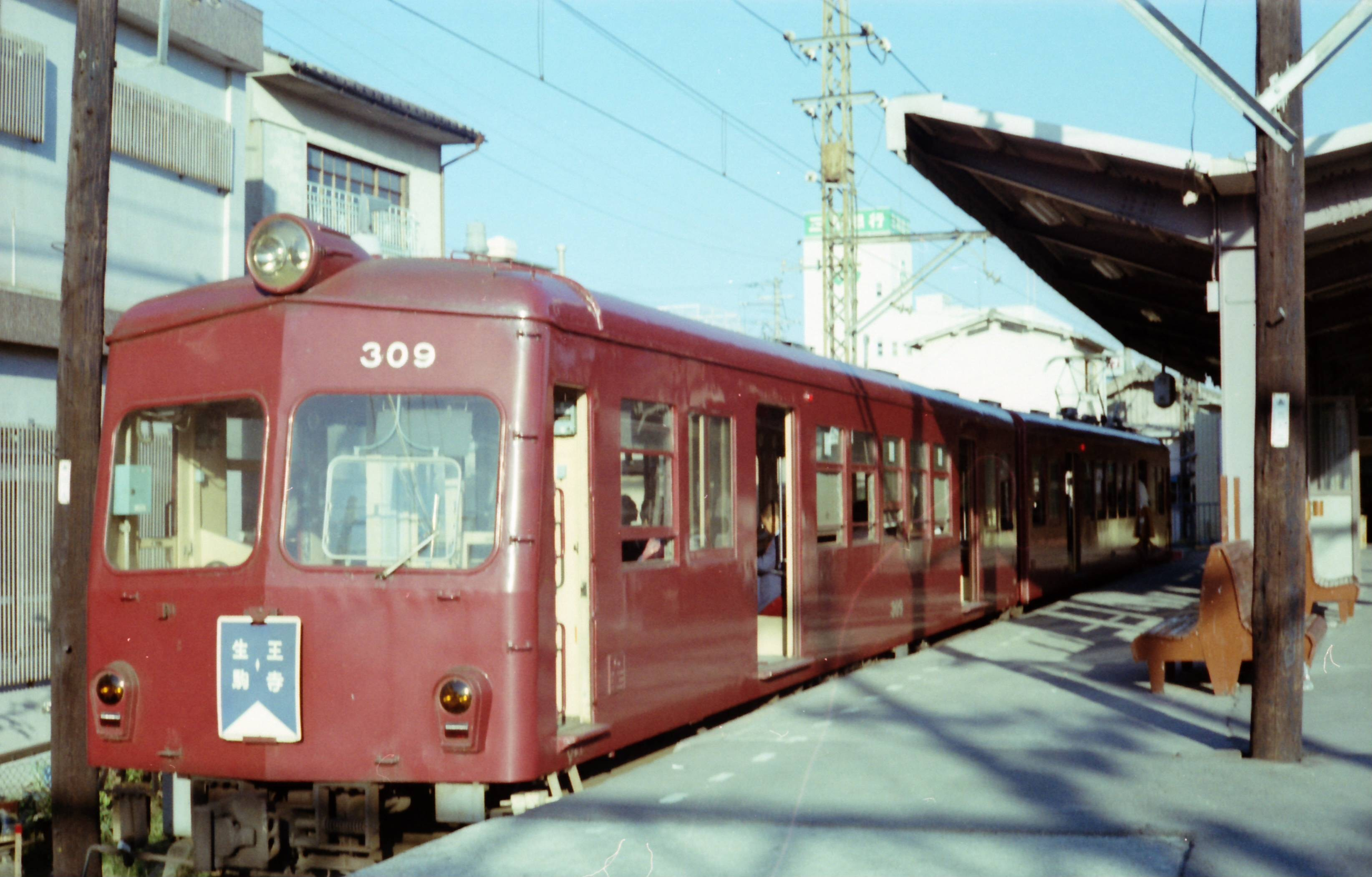
ク309 + モ409　生駒線王寺駅 1976年8月

400系・600系はほとんどが戦前から戦後すぐの時期にかけて製造された車両であったが、409Fのみは他車と比べて製造年が新しいため、他車が全廃された後もしばらく使用されていた。
なお、409Fの詳細な来歴については奈良電気鉄道デハボ1300形電車を参照のこと。